# Loch Assynt
Loch Assynt är en sjö i Storbritannien.   Den ligger i kommunen Highland och riksdelen Skottland, i den norra delen av landet, 800 km norr om huvudstaden London. Loch Assynt ligger 66 meter över havet. Arean är 8 kvadratkilometer. Trakten runt Loch Assynt består i huvudsak av gräsmarker. Den sträcker sig 4,7 kilometer i nord-sydlig riktning, och 8,3 kilometer i öst-västlig riktning.